# Schistura robertsi
Schistura robertsi är en fiskart som beskrevs av Kottelat, 1990. Schistura robertsi ingår i släktet Schistura och familjen grönlingsfiskar. IUCN kategoriserar arten globalt som livskraftig. Inga underarter finns listade i Catalogue of Life.